# Hitzkirch
Hizkirch és un municipi del cantó de Lucerna (Suïssa), situat al districte de Hochdorf.